# Електромагнитно взаимодействие
Електромагнитното взаимодействие е едно от четирите фундаментални взаимодействия във физиката, възникващо между обектите с електрически заряд. Другите три фундаментални взаимодействия са силното взаимодействие (на него се дължи съществуването на атомните ядра), слабото взаимодействие (свързано с някои форми на радиоактивния разпад) и гравитационното взаимодействие (между частиците, притежаващи маса). Всички останали взаимодействия в природата са свързани с тези четири.
В миналото електричеството и магнетизмът са изучавани поотделно и са смятани за самостоятелни явления, докато поредица открития през XIX век установяват връзката между тях. Ханс Кристиан Оерстед открива, че електрическия ток поражда магнитни сили, Майкъл Фарадей – че магнитните сили могат да индуцират електрически ток, а Джеймс Кларк Максуел създава обединена теория на електромагнетизма. Уравненията на Максуел предвиждат и съществуването на електромагнитни вълни, което е потвърдено експериментално от Хайнрих Херц и става основа за технологията на радиото. Установеният от Максуел характер на светлината като вид електромагнитни вълни превръща и оптиката в дял на електромагнитната теория. Алберт Айнщайн показва, че магнитното поле възниква от релативистично движение на електрическото поле, като по този начин магнетизмът е само страничен ефект на електричеството. В съвременната физическа теория електромагнетизмът е разглеждан като квантово поле в квантовата електродинамика.
В много случаи от практическо значение за електротехниката точни резултати могат да се получат и без прилагане на квантовата теория. Често в практиката се прилагат и още по-опростени модели. Електростатиката разглежда само неподвижни електрически заряди, при които не възникват магнитни полета, а постоянните магнити могат да се разглеждат и без връзка с електричеството. Теорията на електрическите вериги разглежда полетата като ограничени около пренасящи токове проводници, при което дори уравненията на Максуел могат да бъдат заменени с по-прости зависимости. От друга страна квантовите модели на електромагнетизма играят важна роля в химията – химичните реакции и връзки са резултат на квантови взаимодействия на електроните около атомите. Квантови явления влияят и върху поведението на много електронни устройства, като тунелните диоди.

## Електрически заряд
Електромагнитното взаимодействие е една от фундаменталните сили в природата, наред с гравитацията, силното и слабото ядрено взаимодействие. Така както гравитацията действа на всички неща, притежаващи маса, така електромагнитните сили действат на всички обекти, които имат електрически заряд. Подобно на закона за запазване на масата, според който масата не може да възникне или изчезне от нищото, има и закон за запазване на електрическия заряд, според който зарядът на затворена система (при която не влизат и излизат заряди) трябва да остава постоянен.
Фундаменталната зависимост, описваща гравитационното взаимодействие в класическата механика е законът за всеобщото привличане. Аналогично законът на Кулон е фундаменталната зависимост, описваща силата, с която електрически заредените обекти действат един на друг:
{\displaystyle F=k_{e}{q_{1}q_{2} \over r^{2}}},
където F е силата, ke константата на Кулон, q1 и q2 са размерите на двата електрически заряда, а r2 е квадратът на разстоянието между тях.
Законът на Кулон описва факта, че еднаквите заряди се отблъскват, а противоположните се привличат, както и че колкото по-големи са зарядите на обектите, толкова по-голяма е силата, действаща между тях. Силата зависи и от квадрата на разстоянието между зарядите – ако разстоянието между тях се удвои, действащата между тях сила намалява четирикратно. По това електромагнитното и гравитационното взаимодействие се отличават от ядрените взаимодействия – те практически изчезват при разстояния 10-18 m за слабото и 10-15 m за силното взаимодействия.
Електромагнитното взаимодействие на заредените частици е много по-силно от гравитационното. Причината, поради която електромагнитното взаимодействие не се проявява с голяма сила в космически мащаби е, че материята има електрическа неутралност, тоест във всяка област на Вселената с висока степен на точност присъстват равни количества положителни и отрицателни заряди.
От фундаменталните частици в електромагнитни взаимодействия участват кварките, електроните, мюоните и тау-частиците, както и заредените калибровъчни {\displaystyle W^{\pm }} бозони. От гледна точка на Квантовата теория на полето електромагнитното взаимодействие се пренася от безмасовия бозон – фотона. Електромагнитното взаимодействие може да се проявява и между електрически неутрални частици, само части от които притежават заряд. Например, неутронът е електрически неутрална частица, но в състава му влизат заредени кварки и затова той участва в електромагнитни взаимодействия (в частност, притежава ненулев магнитен момент).

## Електрическо и магнитно поле
Полетата са физични обекти, които взаимодействат с материята и могат да се опишат математически чрез задаването на стойност за всяка точка в пространството и времето. При векторните полета тази стойност включва както числена величина, така и посока. Електрическите заряди създават векторно поле, наричано електрическо поле. Числената величина на електрическото поле определя размера на силата, която заредена частица би изпитвала в полето, а посоката му съответства на посоката, в която действа тази сила. Приема се, че посоката на електрическото поле е посоката, в която силата действа върху положителни заряди и противополжна на нейното действие върху отрицателни заряди. Тъй като положителните заряди се отблъскват от други положителни заряди и се привличат от отрицателните, електрическото поле е насочено навън от позитивните заряди и към отрицателните заряди. Тези свойства на електрическото поле са описани в уравнението на електрическата сила, дефинирана чрез полето:
{\displaystyle F=qE},
където F е силата, действаща върху електрически заряд q в дадено електрическо поле E.
Освен електрическо поле заредените частици, намиращи се в състояние на движение, създават и магнитно поле, което действа върху другите движещи се заряди (както и върху постоянните магнити). Направлението на силата, действаща върху частица, движеща се в магнитно поле, е перпендикулярна, както на посоката на движение, така и на посоката на силовите линии на магнитното поле и може да се определи по правилото на дясната ръка. Размерът на силата се получава от уравнението:
{\displaystyle F=qvB\sin \theta },
където F е силата върху заряд q, движещ се със скорост v в магнитно поле B, което е ориентирано под ъгъл θ спрямо посоката на движение на заряда.
Поради взаимосвързаността на електричното и магнитно полета те често се разглеждат и като един общ обект – електромагнитно поле. Това обединяване, завършено от Джеймс Клерк Максуел, е едно от триумфалните постижения на физиката през XIX век. То има последствия с голямо значение, едно от които е изясняването на природата на светлината: както се оказва, тя всъщност представлява разпространяващо се електромагнитно излъчване или електромагнитна вълна. Различните честоти на трептене на вълната съответстват на различните части на електромагнитния спектър – от радиовълните с ниски честота, през видимата светлина със средни честоти, до гама-лъчите с високи честоти.

## Основни теоретични зависимости

### Класическа електродинамика
Източник на електростатичното взаимодействие е електричният заряд. Силата на взаимодействие между 2 неподвижни заряда се определя от Закона на Кулон. Носител на взаимодействието е фотонът (γ-квантът), който има спин 1 и няма заряд, масата му на покой е 0 (нула), движи се със скоростта на светлината.
Съчетанието от електрическата и магнитната сила върху заредена частица се нарича сила на Лоренц:
{\displaystyle \mathbf {F} _{L}=q\,\mathbf {E} +q\,\mathbf {v} \times \mathbf {B} },
където {\displaystyle \mathbf {F} _{L}} е силата на Лоренц, {\displaystyle q} е електрическият заряд на частицата, {\displaystyle \mathbf {E} } е векторът на електрическото поле, {\displaystyle \mathbf {v} } е скоростта на движение на частицата, а {\displaystyle \mathbf {B} } е векторът на магнитното поле.
Класическата електромагнитна теория може да се опише изцяло чрез силата на Лоренц, наред с уравненията на Максуел. Първото от тези уравнения, наричано и закон на Гаус за електрическата индукция, описва електрическото поле, създавано от заредени частици и разпределени заряди – плътността на електрическия поток през всяка затворена повърхнина е пропорционална на величината на електрическия заряд, обхванат от тази повърхнина. Това означава, че колкото по-голям е зарядът, толкова по-интензивно е създаваното електрическо поле. Уравнението има и други важни следствия. Например, според него ако в повърхнина не обхваща заряд, тогава или няма никакво електрическо поле, или при наличие на заряд в близост до повърхнината, но извън нея, потокът на създаваното от него електрическо поле, преминаващ навътре през повърхнината, трябва да уравновесява точно потока, преминаващ навън.
Второто уравнение на Максуел, наричано и закон на Гаус за магнитната индукция, има подобна форма, но се отнася за магнитния поток – плътността на магнитния поток през всяка затворена повърхнина е винаги нулева. Това означава, че при наличие на магнитно поле потокът навътре през затворена повърхнина винаги трябва да се уравновесява с потокът, насочен извън нея. Според уравнението във всяка затворена повърхност с магнитно поле трябва присъстват и двата магнитни полюса, които никога не могат да бъдат разделени на магнитни монополи.
На проводник с ток, разположен в магнитно поле, действа силата на Ампер:
{\displaystyle {\vec {F}}_{A}=I\cdot [\Delta {\vec {l}}\times {\vec {B}}]}
Третото уравнение на Максуел, наричано и закон на Ампер, показва, че магнитно поле може да се създаде и от електрически ток. Посоката на магнитното поле се получава от правилото на дясната ръка. Ако проводникът е прав, магнитното поле е навито около него, подобно на положението на свитите пръсти спрямо палеца в правилото на дясната ръка. Ако проводникът е навит в намотка, магнитното поле в нея е насочено в права линия, подобно на палеца в правилото. Когато електрически ток е използван по този начин за създаването на магнитно поле, полученият магнит се нарича електромагнит. Електромагнитите често се състоят от проводник, навит в соленоид около желязно ядро, което усилва магнитното поле, тъй като самото желязо се магнетизира. Според изведеното от Максуел разширение на закона на Ампер променящо се във времето електрическо поле също може да създава магнитно поле.
По подобен начин, според закона на Фарадей, магнитното поле може да създаде електрически ток. Например, магнит, движен напред-назад в проводникова намотка, създава в нея електрически ток, който е пропорционален на силата на магнита, както и на броя на намотките и скоростта на движение на магнита. Този принцип е основен за работата на трансформаторите, които се използват за преобразуване на електрически ток от едно напрежение в друго, например за промяна на високите напрежения в електропреносната мрежа в ниски напрежения, които могат да се използват безопасно в домашни условия. Обобщената форма на закона на Фарадей е четвъртото и последно от уравненията на Максуел, според което променливо във времето магнитно поле създава електрически ток.
Взети заедно, уравненията на Максуел формират цялостна теория на електрическите и магнитните полета, а работата на Максуел по формулирането на тази теория е наричана „второто велико обединение във физиката“ след първото – закона на Нютон за всеобщото привличане. Решението на уравненията на Максуел за свободно пространство (без електрически заряди и токове) води до вълнови уравнения на електромагнитни вълни (с електрически и магнитни компоненти), придвижващи се със скоростта на светлината. Наблюдението, че тези решения предвиждат скорост на вълните, съвпадаща със скоростта на светлината, кара Максуел да предполага, че светлината е вид електромагнитно излъчване, и да допуска съществуването и на други електромагнитни излъчвания с други дължини на вълната. Съществуването на електромагнитно излъчване е доказано от Хайнрих Херц в поредица експерименти между 1886 и 1889 година, с които той открива радиовълните. Пълният електромагнитен спектър (подреден по нарастваща честота) включва радиовълните, микровълните, инфрачервеното излъчване, видимата светлина, ултравиолетовото излъчване, рентгеновото излъчване и гама-лъчите.

## Прояви на електромагнетизма
Електромагнитната сила е в основата на практически всички явления, с които се сблъскваме в ежедневието си, с изключение на гравитацията. Грубо казано, всички сили на взаимодействие между атомите могат да бъдат сведени до влиянието на електромагнитната сила върху електрически заредените протони и електрони, от които те са съставени. Това включва както силите, които упражняваме при „бутане“ и „дърпане“ на обикновени материални обекти, основаващи се на междумолекулното взаимодействие между молекулите на телата ни и тези на обектите, така и всички химични явления, които се дължат на взаимодействия между електроните от външните атомни орбитали.

## История на изследванията
В своя труд De Magnete (1600) Уилям Гилбърт предполага, че макар електричеството и магнетизмът да причиняват привличане и отблъскване между обектите по сходен начин, те представляват различни явления. Моряците отдавна били забелязали, че при гръмотевични бури стрелката на компаса „полудява“, но връзката между електричеството и светкавиците била потвърдена едва с експериментите на Бенджамин Франклин през 1752. Един от първите откриватели на връзката между произведеното от човека електричество и магнетизма бил италианецът Романьози, който през 1802 забелязал, че при свързването на проводник към електрическа батерия стрелката на намиращия се наблизо компас се отклонява. Ефектът обаче не бил широко известен до 1820, когато Оерстед провел подобен експеримент. Работата на Оерстед на свой ред повлияла на Ампер, който създал математическата основа на теорията на електромагнетизма.
Теорията на електромагнетизма, известна като класическа електродинамика, била разработена през 19 век от различни физици, като кулминацията представлява работата на английския физик Джеймс Клерк Максуел, който обединил всички теоретични постижения в стройна единна теория и открил електромагнитната природа на светлината. В класическата електродинамика електромагнитното поле се описва от система от четири уравнения, известни като Уравнения на Максуел, а електромагнитната сила се подчинява на закон на Лоренц.
Една от особеностите на класическата теория на електромагнетизма, е че тя трудно се съгласува с класическата механика, но е в добро съгласие със специалната теория на относителността. Според уравненията на Максуел скоростта на светлината е универсална константа, зависеща единствено от диелектричната проницаемост и магнитната проницаемост на вакуума. Това е в противоречие с принципа на Галилей, че физическите закони са еднакви във всички инерциални координатни системи – основен принцип на класическата механика. Една възможност двете теории да бъдат съгласувани е предположението за съществуване на „световен етер“, през който се разпространява светлината. Опитите за експериментално потвърждение на етера (сред тях най-забележителен е опитът на Майкелсън-Морли) обаче са неуспешни. През1905 Алберт Айнщайн решава противоречието, като предлага своята специална теория на относителността, в която класическата кинематика се замества от нова, която е в съгласие с класическия електромагнетизъм. Освен това специалната теория на относителността показва, че в движещи се координатни системи магнитното поле се трансформира в поле, което притежава различна от нула електрическа компонента, както и обратно, доказвайки по този начин, че това са две страни на едно и също явления – от там е и изразът електромагнетизъм.
Обаче в друга своя статия от същата година Айнщайн поставя под въпрос самите основи на класическия електромагнетизъм. Теорията му за фотоелектричния ефект (за която получава Нобелова награда за физика) съдържа твърдението, че светлината може да съществува като дискретни порции, подобни на частици (кванти), които по-късно стават известни като фотони. Тази негова теория на фотоефекта увеличава напредъка, постигнат при решаването на проблема за ултравиолетовата катастрофа от Макс Планк през 1900. В своята работа Планк показва, че горещите обекти имат електромагнитно излъчване и то е на дискретни пакети, което води до извода, че от т. нар. абсолютно черно тяло се излъчва точно определено количество енергия – Закон на Планк. Тези два резултата изпадат в директно противоречие с класическия възглед за светлината като непрекъсната вълна. Теориите на Планк и Айнщайн пряко предшествуват създаването на квантовата механика, формулирана през 1925, която се наложило да бъде последвана и от квантова теория на електромагнетизма. Тази теория, завършена през 40-те години на 20 век, е известна като квантова електродинамика и е една от най-точните физически теории.

## Единици за електричество и магнетизъм отSI
| Мярка за                                                               | Име             | Означение | Изразяване чрез основни единици |
| ---------------------------------------------------------------------- | --------------- | --------- | ------------------------------- |
| Електрически заряд, количество електричество                           | кулон           | C         | A.s                             |
| Електрически потенциал, потенциална разлика, електродвижещо напрежение | волт            | V         | J/C = kg m2/A s3                |
| Електрическо съпротивление                                             | ом              | Ω         | V/A = kg.m2/s3.A2               |
| Специфично електрическо съпротивление                                  | ом метър        | Ω·m       | kg·m3·s−3·A−2                   |
| Електрически капацитет                                                 | фарад           | F         | A2.s4/kg.m2                     |
| Електрическа проводимост                                               | сименс          | S         | Ω -1 = kg-1 m-2 s3 A2           |
| Електрически ток                                                       | ампер           | A         | A = W/V = C/s                   |
| Електрическа мощност                                                   | ват             | W         | V·A = kg·m2·s−3                 |
| Диелектрична проницаемост                                              | фарад на метър  | F/m       | kg−1·m−3·A2·s4                  |
| Специфична електропроводимост                                          | сименс на метър | S/m       | kg−1·m−3·s3·A2                  |
| Магнитен поток                                                         | вебер           | Wb        | kg m2/s2 A                      |
| Магнитна индукция                                                      | тесла           | T         | Wb/m2 = kg/s2 A                 |
| Индуктивност                                                           | хенри           | H         | kg m2/s2 A2                     |
| Интензитет на магнитното поле                                          | ампер на метър  | A/m       | A·m−1                           |
| Магнитна проницаемост                                                  | хенри на метър  | H/m       | kg·m·s−2·A−2                    |